# Superstock 1000 FIM Cup 2012
Superstock 1000 FIM Cup 2012 è la quattordicesima edizione della Superstock 1000 FIM Cup.
Il campionato piloti è stato vinto dal francese Sylvain Barrier su BMW S1000RR del team BMW Motorrad Italia. Barrier ha sopravanzato di 23 punti l'italiano Eddi La Marra su Ducati 1199 Panigale del team Barni Racing.
Il titolo costruttori è stato vinto dalla Kawasaki che, con quattro vittorie su dieci eventi, sopravanza di dodici punti le rivali più dirette ossia la tedesca BMW e l'italiana Ducati. Per il costruttore giapponese si tratta del primo titolo in assoluto in questa categoria.

## Piloti partecipanti
fonte
Tutte le motociclette in competizione sono equipaggiate con pneumatici forniti dalla Pirelli.
| Nº  | Pilota                  | Squadra                     | Motocicletta         |
| --- | ----------------------- | --------------------------- | -------------------- |
| 3   | Lucy Glöckner           | Wilbers-BMW-Racing          | BMW S1000 RR         |
| 5   | Marco Bussolotti        | SK Energy Racing            | Ducati 1098R         |
| 8   | Federico Mandatori      | Team 3                      | Suzuki GSX-R1000     |
| 11  | Jérémy Guarnoni         | Team Pedercini              | Kawasaki ZX-10R      |
| 11  | Jérémy Guarnoni         | MRS                         | Kawasaki ZX-10R      |
| 12  | Marc Moser              | Triple M Racing             | Ducati 1199 Panigale |
| 14  | Lorenzo Baroni          | BMW Motorrad Italia GoldBet | BMW S1000 RR         |
| 15  | Fabio Massei            | EAB Ten Kate Junior         | Honda CBR1000RR      |
| 16  | Artur Wielebski         | SK Energy - Bogdanka Racing | Ducati 1098R         |
| 17  | Danilo Lewis Da Silva   | Team Brazil by ASPI         | Kawasaki ZX-10R      |
| 19  | Eeki Kuparinen          | Motomarket Racing           | BMW S1000 RR         |
| 20  | Sylvain Barrier         | BMW Motorrad Italia GoldBet | BMW S1000 RR         |
| 21  | Markus Reiterberger     | Alpha Racing                | BMW S1000 RR         |
| 22  | Matteo Gabrielli        | Racing Team Gabrielli       | Aprilia RSV4 APRC    |
| 23  | Federico Sandi          | Althea Racing               | Ducati 1199 Panigale |
| 24  | Kev Coghlan             | DMC Racing                  | Ducati 1199 Panigale |
| 25  | Julien Millet           | UP Racing                   | Kawasaki ZX-10R      |
| 26  | Jan Halbich             | Jan Halbich                 | Kawasaki ZX-10R      |
| 27  | Adrien Protat           | FP Racing                   | Kawasaki ZX-10R      |
| 30  | Bogdan Vrajitoru        | CSM Bucharest               | Kawasaki ZX-10R      |
| 32  | Lorenzo Savadori        | Barni Racing Team Italia    | Ducati 1199 Panigale |
| 34  | Robbie Brown            | DMC Racing                  | Ducati 1199 Panigale |
| 36  | Philippe Thiriet        | Team Brazil by ASPI         | Kawasaki ZX-10R      |
| 37  | Andrzej Chmielewski     | Red Devils Roma             | Ducati 1098R         |
| 39  | Randy Pagaud            | Team OGP                    | Kawasaki ZX-10R      |
| 40  | Alen Győrfi             | MetalCom-Adrenalin H-Moto   | Honda CBR1000RR      |
| 41  | Tommaso Gabrielli       | Racing Team Gabrielli       | Aprilia RSV4 APRC    |
| 42  | Heber Pedrosa           | Team Brazil by ASPI         | Kawasaki ZX-10R      |
| 43  | Greg Gildenhuys         | BMW Motorrad Italia GoldBet | BMW S1000 RR         |
| 44  | Federico Dittadi        | Team Riviera                | Aprilia RSV4 APRC    |
| 47  | Eddi La Marra           | Barni Racing Team Italia    | Ducati 1199 Panigale |
| 50  | Marco Solorza           | Kawasaki PL Racing          | Kawasaki ZX-10R      |
| 51  | Santiago Barragán       | Kawasaki PL Racing          | Kawasaki ZX-10R      |
| 55  | Tomas Svitok            | SK Energy Racing            | Ducati 1098R         |
| 61  | Alexey Ivanov           | DMC Racing                  | Ducati 1199 Panigale |
| 65  | Loris Baz               | MRS                         | Kawasaki ZX-10R      |
| 67  | Bryan Staring           | Team Pedercini              | Kawasaki ZX-10R      |
| 69  | Ondřej Ježek            | SK Energy Racing            | Ducati 1098R         |
| 69  | Ondřej Ježek            | SK Energy Racing            | Ducati 1098R         |
| 71  | Christoffer Bergman     | BWG Racing Kawasaki         | Kawasaki ZX-10R      |
| 74  | Chris Von Roesgen       | Dream Team Company          | BMW S1000 RR         |
| 88  | Massimo Parziani        | M.V. Racing                 | Aprilia RSV4 APRC    |
| 89  | Domenico Colucci        | Play Racing Team            | BMW S1000 RR         |
| 91  | Riccardo Fusco          | Techno Team                 | BMW S1000 RR         |
| 92  | Leandro Mercado         | Team Pedercini              | Kawasaki ZX-10R      |
| 93  | Matthieu Lussiana       | Team ASPI                   | Kawasaki ZX-10R      |
| 96  | Enrique Ferrer          | CNS Motorsport              | Ducati 1199 Panigale |
| 98  | Lucas Ockelfelt         | EdgeZone Racing             | Suzuki GSX-R1000     |
| 99  | Gabriel Berclaz         | Berclaz Racing              | Kawasaki ZX-10R      |
| 119 | Michele Magnoni         | G.M Racing                  | BMW S1000 RR         |
| 155 | Tiago Dias              | Team Dias                   | Kawasaki ZX-10R      |
| 169 | David McFadden          | Team Pedercini              | Kawasaki ZX-10R      |
| 169 | David McFadden          | MRS                         | Kawasaki ZX-10R      |
| 222 | Nicolaas Henrik Grobler | Team Pedercini              | Kawasaki ZX-10R      |

| Legenda            |
| ------------------ |
| Pilota wildcard    |
| Pilota sostitutivo |

## Calendario
| Nº | Data         | Gran Premio | Circuito         | Pole Position   | Vincitore Gara   | Leader del campionato | Resoconto |
| -- | ------------ | ----------- | ---------------- | --------------- | ---------------- | --------------------- | --------- |
| 1  | 1º aprile    | Italia      | Imola            | Eddi La Marra   | Sylvain Barrier  | Sylvain Barrier       | Resoconto |
| 2  | 22 aprile    | Paesi Bassi | Assen            | Sylvain Barrier | Sylvain Barrier  | Sylvain Barrier       | Resoconto |
| 3  | 6 maggio     | Italia      | Monza            | Sylvain Barrier | Lorenzo Savadori | Lorenzo Savadori      | Resoconto |
| 4  | 10 giugno    | San Marino  | Misano Adriatico | Eddi La Marra   | Sylvain Barrier  | Sylvain Barrier       | Resoconto |
| 5  | 1º luglio    | Spagna      | Aragon           | Sylvain Barrier | Bryan Staring    | Sylvain Barrier       | Resoconto |
| 6  | 22 luglio    | Rep. Ceca   | Brno             | Sylvain Barrier | Bryan Staring    | Eddi La Marra         | Resoconto |
| 7  | 5 agosto     | Regno Unito | Silverstone      | Sylvain Barrier | Eddi La Marra    | Eddi La Marra         | Resoconto |
| 8  | 9 settembre  | Germania    | Nürburgring      | Bryan Staring   | Sylvain Barrier  | Eddi La Marra         | Resoconto |
| 9  | 23 settembre | Portogallo  | Portimão         | Sylvain Barrier | Bryan Staring    | Sylvain Barrier       | Resoconto |
| 10 | 7 ottobre    | Francia     | Magny-Cours      | Sylvain Barrier | Jérémy Guarnoni  | Sylvain Barrier       | Resoconto |

## Classifiche

### Classifica Piloti[1]
| Posizione | Pilota                | Motocicletta | Italia (bandiera) | Paesi Bassi (bandiera) | Italia (bandiera) | San Marino (bandiera) | Spagna (bandiera) | Rep. Ceca (bandiera) | Regno Unito (bandiera) | Germania (bandiera) | Portogallo (bandiera) | Francia (bandiera) | Punti |
| --------- | --------------------- | ------------ | ----------------- | ---------------------- | ----------------- | --------------------- | ----------------- | -------------------- | ---------------------- | ------------------- | --------------------- | ------------------ | ----- |
| 1         | Sylvain Barrier       | BMW          | 1                 | 1                      | Rit               | 1                     | Rit               | Rit                  | 4                      | 1                   | 2                     | 2                  | 153   |
| 2         | Eddi La Marra         | Ducati       | 3                 | 3                      | 3                 | 4                     | 4                 | 2                    | 1                      | Rit                 | 5                     | Rit                | 130   |
| 3         | Jérémy Guarnoni       | Kawasaki     |                   | 7                      | 9                 | 6                     | 2                 | 3                    | 2                      | Rit                 | 3                     | 1                  | 123   |
| 4         | Bryan Staring         | Kawasaki     | 5                 | Rit                    |                   | 7                     | 1                 | 1                    | 3                      | Rit                 | 1                     | 5                  | 122   |
| 5         | Lorenzo Savadori      | Ducati       | 8                 | 2                      | 1                 | 5                     | 13                | 17                   | Rit                    | 5                   | 4                     | 3                  | 107   |
| 6         | Markus Reiterberger   | BMW          | 4                 | 4                      | 7                 | 10                    | 5                 | 13                   | 9                      | 3                   | 9                     | 10                 | 91    |
| 7         | Christoffer Bergman   | Kawasaki     |                   | 8                      | 2                 | 11                    | 9                 | 7                    | 6                      | 7                   | 6                     | 6                  | 88    |
| 8         | Fabio Massei          | Honda        | 6                 | Rit                    | 4                 | 9                     | 10                | 6                    | 10                     | 6                   | 7                     | Rit                | 71    |
| 9         | Kev Coghlan           | Ducati       | 7                 | 11                     |                   | 8                     | 6                 | 11                   | 5                      | 2                   | Rit                   |                    | 68    |
| 10        | Lorenzo Baroni        | BMW          | 15                | 5                      | 8                 | 2                     | 3                 | Rit                  |                        |                     |                       |                    | 56    |
| 11        | Ondřej Ježek          | Ducati       |                   |                        | Rit               | 13                    | 11                | 8                    | 7                      | 8                   | 10                    | 7                  | 48    |
| 12        | Matthieu Lussiana     | Kawasaki     |                   | 10                     | 13                | 27                    | Rit               | 9                    | Rit                    | 10                  | Rit                   | 4                  | 35    |
| 13        | Marco Bussolotti      | Ducati       | Rit               | 9                      | 5                 | Rit                   | 7                 | 16                   | Rit                    | 9                   |                       |                    | 34    |
| 14        | Loris Baz             | Kawasaki     | 2                 | 6                      | Rit               |                       |                   |                      |                        |                     |                       |                    | 30    |
| 15        | Leandro Mercado       | Kawasaki     |                   |                        |                   |                       |                   |                      | 8                      | 4                   | 8                     | Rit                | 29    |
| 16        | Alen Győrfi           | Honda        | 12                | Rit                    | 6                 | 22                    | 14                | 14                   | 12                     | 11                  |                       | Rit                | 27    |
| 17        | David McFadden        | Kawasaki     |                   |                        |                   | Rit                   | 8                 | 5                    |                        |                     | 12                    | Rit                | 23    |
| 18        | Randy Pagaud          | Kawasaki     |                   | 12                     | 14                | 25                    | 16                | 18                   | 13                     | 13                  |                       | 9                  | 19    |
| 19        | Andrzej Chmielewski   | Ducati       | 10                | 13                     | Rit               | 16                    | Rit               | 10                   | 14                     | 14                  | Rit                   | Rit                | 19    |
| 20        | Robbie Brown          | Ducati       |                   |                        |                   |                       |                   | 4                    | 11                     |                     |                       |                    | 18    |
| 21        | Michele Magnoni       | BMW          |                   |                        |                   | 3                     |                   |                      |                        |                     |                       |                    | 16    |
| 22        | Tomáš Svitok          | Ducati       | 9                 | NP                     | 12                | Rit                   | Rit               | 21                   | Rit                    | 12                  | Rit                   | NC                 | 15    |
| 23        | Federico Dittadi      | Aprilia      | 11                |                        | 10                | 12                    |                   |                      |                        |                     |                       |                    | 15    |
| 24        | Philippe Thiriet      | Kawasaki     | 14                | 14                     | 16                | 14                    | 18                | 22                   | 16                     | 15                  | 13                    | 16                 | 10    |
| 25        | Julien Millet         | Kawasaki     |                   |                        |                   |                       |                   |                      |                        |                     |                       | 8                  | 8     |
| 26        | Massimo Parziani      | Aprilia      | NP                | Rit                    | 17                | 20                    | 17                | 15                   | 15                     | 17                  |                       | 11                 | 7     |
| 27        | Tiago Dias            | Kawasaki     | 13                | Rit                    | 19                | 21                    | 15                | 19                   |                        |                     | 14                    | 15                 | 7     |
| 28        | Santiago Barragán     | Kawasaki     |                   |                        |                   |                       |                   |                      |                        |                     | 11                    |                    | 5     |
| 29        | Matteo Gabrielli      | Aprilia      |                   |                        | 11                | 18                    |                   |                      |                        |                     |                       |                    | 5     |
| 30        | Adrien Protat         | Kawasaki     |                   |                        |                   |                       | 20                | 20                   |                        |                     |                       | 12                 | 4     |
| 31        | Jan Halbich           | Kawasaki     |                   |                        |                   | 19                    |                   | 12                   |                        |                     |                       |                    | 4     |
| 32        | Enrique Ferrer        | Ducati       |                   |                        |                   |                       | 12                |                      |                        |                     |                       |                    | 4     |
| 33        | Heber Pedrosa         | Kawasaki     | NP                |                        |                   |                       | 21                | 24                   | 17                     | 16                  | 15                    | 13                 | 4     |
| 34        | Gabriel Berclaz       | Kawasaki     |                   |                        |                   |                       |                   |                      |                        |                     |                       | 14                 | 2     |
| 35        | Tommaso Gabrielli     | Aprilia      |                   |                        | Rit               | 15                    |                   |                      |                        |                     |                       |                    | 1     |
| 36        | Bogdan Vrăjitoru      | Kawasaki     |                   | NC                     | 15                | 26                    | 19                | 23                   |                        | 18                  | 19                    |                    | 1     |
| 37        | Danilo Lewis da Silva | Kawasaki     |                   | 15                     | 20                |                       |                   |                      |                        |                     |                       |                    | 1     |
| Posizione | Pilota                | Motocicletta | Italia (bandiera) | Paesi Bassi (bandiera) | Italia (bandiera) | San Marino (bandiera) | Spagna (bandiera) | Rep. Ceca (bandiera) | Regno Unito (bandiera) | Germania (bandiera) | Portogallo (bandiera) | Francia (bandiera) | Punti |

| Legenda | 1º posto        | 2º posto            | 3º posto            | A punti      | Senza punti        | Grassetto=Pole position Corsivo=Giro più veloce |
| Legenda | Gara non valida | Non qual./Non part. | Ritirato/Non class. | Squalificato | "-" Dato non disp. | Grassetto=Pole position Corsivo=Giro più veloce |

### Sistema di punteggio
| Pos.  | 1  | 2  | 3  | 4  | 5  | 6  | 7 | 8 | 9 | 10 | 11 | 12 | 13 | 14 | 15 | 16> |
| Punti | 25 | 20 | 16 | 13 | 11 | 10 | 9 | 8 | 7 | 6  | 5  | 4  | 3  | 2  | 1  | 0   |

### Costruttori[2]
| Posizione | Costruttore | Italia (bandiera) | Paesi Bassi (bandiera) | Italia (bandiera) | San Marino (bandiera) | Spagna (bandiera) | Rep. Ceca (bandiera) | Regno Unito (bandiera) | Germania (bandiera) | Portogallo (bandiera) | Francia (bandiera) | Punti |
| --------- | ----------- | ----------------- | ---------------------- | ----------------- | --------------------- | ----------------- | -------------------- | ---------------------- | ------------------- | --------------------- | ------------------ | ----- |
| 1         | Kawasaki    | 2                 | 6                      | 2                 | 6                     | 1                 | 1                    | 2                      | 4                   | 1                     | 1                  | 193   |
| 2         | BMW         | 1                 | 1                      | 7                 | 1                     | 3                 | 13                   | 4                      | 1                   | 2                     | 2                  | 181   |
| 3         | Ducati      | 3                 | 2                      | 1                 | 4                     | 4                 | 2                    | 1                      | 2                   | 4                     | 3                  | 181   |
| 4         | Honda       | 6                 | Rit                    | 4                 | 9                     | 10                | 6                    | 10                     | 6                   | 7                     | Rit                | 71    |
| 5         | Aprilia     | 11                | Rit                    | 10                | 12                    | 17                | 15                   | 15                     | 17                  |                       | 11                 | 22    |